# H. Paul Varley
Herbert Paul Varley (8 de febrero de 1931 - 15 de diciembre de 2015) fue un académico, historiador, autor y japonólogo de los Estados Unidos. Fue profesor emérito en la Universidad de Columbia.

## Carrera
Los primeros trabajos de Varley fueron influenciados por Kan'ichi Asakawa en la Universidad de Yale.
Entre otros intereses, su investigación se centró en el período de Kamakura y el período de Muromachi en la historia de Japón.

## Trabajos seleccionados
En una descripción general de escritos de y acerca de Varley, OCLC / WorldCat enumera aproximadamente 38 trabajos en 124 publicaciones en 6 idiomas y 8,208 bibliotecas.
- 1967 -- The Onin War; history of its origins and background with a selective translation of the Chronicle of Onin. New York: Columbia University Press. ISBN 978-0-231-02943-8
- 1968 -- A Syllabus of Japanese Civilization. New York: Columbia University Press. OCLC 268563
- 1971 -- Imperial Restoration in Medieval Japan. New York: Columbia University Press. ISBN 978-0-231-03502-6; OCLC 142480
- 1973 -- Japanese Culture: a Short History. New York: Prager. OCLC  590531[4]
- 1980 -- A Chronicle of Gods and Sovereigns: Jinnō Shōtōki of Kitabatake Chikafusa. New York: Columbia University Press. ISBN 978-0-231-04940-5
- 1994 -- Warriors of Japan as Portrayed in the War Tales. Honolulu: University of Hawaii Press. ISBN 978-0-8248-1601-8
- 2000—Japanese Culture. 4th Edition. Honolulu: University of Hawaii Press

## Honores
- Order of the Rising Sun, Gold Rays With Rosette, 1969.